# آناگرلید
آناگریلاید (انگلیسی: Anagrelide) که با نام‌های تجاری «آگریلین» و «ترومبوریداکتین» هم شناخته می‌شود، دارویی است که برای درمان «ترمبوز اساسی» یا تولید بیش‌ازحد پلاکت استفاده می‌شود.این دارو همچنین برای درمان لوسمی مزمن مغز استخوان هم کاربرد دارد.
بیماران مبتلا به «ترمبوز اساسی» که شرایط زیر را داشته باشند، کاندید خوبی برای درمان با این دارو هستند:
- سن بالای ۶۰ سال
- پلاکت‌ها بیشتر از ۱۰۰۰×۱۰۹/لیتر
- سابقهٔ قبلی ترومبوز (لخته)

بر پایهٔ یک کارآزمایی بالینی توسط شورای تحقیقات پزشکی در سال ۲۰۰۵ میلادی، ترکیب هیدروکسی اوره با آسپیرین نسبت به ترکیب آناگرلید و آسپیرین برتری دارد.
عوارض شایع این دارو، سردرد، اسهال، ضعف و خستگی غیرطبیعی، ریزش مو، تهوع و سرگیجه است.
مکانیسم اثر این دارو، مهار بلوغ پلاکت‌ها از پیش‌سازهای آنها مگاکاریوسیت‌هاست. اینکه این کار چگونه انجام می‌شود، به‌طور دقیق مشخص نیست اما احتمال می‌رود که این مولکول دارویی یک «بازدارندهٔ فسفودی‌استراز» باشد.

## عوارض مصرف
سردرد، گیجی، ضایعات پوستی، حالت ضعف یا درد عضلانی، تهوع، نفخ، دردهای شکمی، اسهال از عوارض جانبی عمومی مصرف داروی آناگریلاید به شمار می رود. اما در صورت مشاهده موارد زیر حتماً با پزشک یا داروساز خود مشورت کنید:
- تجمع مایعات در بدن (به صورت ادم و حالت تورم در ناحیه ی دست ها و پاها یا افزایش وزن بروز کند)
- تنگی نفس
- خون ریزی غیرمعمول
- نامنظم بودن ضربان قلب یا تپش قلب
- درد در قفسه ی سینه[۶]